# Pituriaspida
Die Pituriaspida sind ein ausgestorbenes Taxon früher, kieferloser, fischähnlicher Wirbeltiere. Sie sind lediglich durch Fossilien aus einer Sandsteinformation im südwestlichen von Queensland in Australien bekannt. Die Gruppe wurde nach dem Aboriginalwort Pituri benannt, das diese für eine Pflanze benutzen, die eine narkotische von den Aborigines als Droge benutzte Substanz erhält. Die entdeckten Fossilien erschienen dem Entdecker Gavin Young als so sonderbar, dass er meinte unter Halluzinationen zu leiden als er sie zuerst erblickte.
Es wurden zwei Arten, Neeyambaspis enigmatica und Pituriaspis doylei, beschrieben. Sie sind die einzigen Fossilien kieferloser Fische aus dem Devon Australiens. Gut bekannt ist lediglich Pituriaspis. Das Alter beider Arten wird mit 390 Millionen Jahren, dem Beginn des mittleren Devon angegeben.

## Merkmale
Beide Arten hatten einen röhrenförmigen Knochenpanzer um Kopf und Rumpf, der von einer größeren Öffnung unterhalb der Augenhöhle unterbrochen wurde. Je eine weitere Öffnung auf jeder Seite könnte Platz für gut entwickelte Brustflossen gegeben haben. Diesen Öffnungen ging ein scharfer Knochengrat voraus, der möglicherweise zum Schutz der Vorderkante der Flossen diente. Der Panzer lief an seinem Vorderende in einem langen Rostrum aus. Nach hinten reichte er wahrscheinlich bis zum Anus. Er ähnelte dem der Osteostraci, hatte aber keine mittlere, nasale Öffnung. Die Nasenöffnung lag möglicherweise auf der Unterseite vor der Mundöffnung. Von den beiden Arten war der Panzer von Neeyambaspis enigmatica breiter und kürzer.

## Systematik
Die Pituriaspida sind bis heute weniger bekannt als andere fossile kieferloser Fische. Aufgrund ihrer Einzigartigkeit wird dem Taxon in der klassischen Systematik der Rang einer Klasse gegeben. Gavin Young ordnete die Pituriaspida basal zu den Galeaspida und den Osteostraci ein.